# Bruniziemy
Bruniziemy, gleby czarnoziemne prerii – żyzne, próchniczne gleby sąsiadujące z czarnoziemami, z którymi nazywane są "spichlerzem świata". 

## Charakterystyka
Tworzą się z utworów lessowych i aluwialnych pod bujną roślinnością trawiastą, w obszarach o gorącym lecie i chłodnej, śnieżnej zimie, z roczną sumą opadów 600 – 1000 mm. Następuje tam duża akumulacja próchnicy i ma miejsce szybki obieg biologiczny pierwiastków. Gleby odznaczają się dużą żyznością, znaczną zawartością składników pokarmowych, dogodną dla rolnictwa strukturą gleby i warunkami wodno-powietrznymi oraz dużą aktywnością fauny glebowej.
Typowy profil bruniziemu: poziom darniowy; poziom próchniczny (A; ok. 30 cm, 3-5% próchnicy, lekko kwaśny); poziom wietrzeniowo-akumulacyjny (B; ciemnobrunatny, strukturalny, pH obojętne) posiadający cechy słabej akumulacji iłu i półtoratlenków, nieraz również z cechami oglejenia, rzadziej - akumulacją soli w poziomie sołońcowatym. Poniżej głębokości 150 cm znajduje się poziom węglanowy (Bca, Bk).
W amerykańskiej Soil Taxonomy odpowiadają im Mollisols, w międzynarodowej systematyce gleb WRB — Phaeozems.

## Występowanie
Występują w strefie przejściowej pasa subborealnego (umiarkowanie ciepłego), która to jest najważniejszym obszarem rolniczym świata. Lokują się pomiędzy glebami brunatnymi a czarnoziemami. Najpowszechniejsze są w najbardziej wilgotnej, wschodniej części prerii amerykańskich (dorzecze Missisipi i Missouri, stany: Minnesota, Wisconsin, Illinois, Iowa, Missouri, Nebraska, Oklahoma). W większości zaadaptowane na cele rolnicze. Uprawia się na nich kukurydzę, pszenicę, buraki cukrowe i soję. Niewielkie ich płaty można również spotkać na granicy czarnoziemów we wschodniej Azji i w Ameryce Południowej.